# Юдейски древности
„Юдейските древности“ древно произведение, написано от юдео-римския историк Йосиф Флавий на арамейски и на гръцки език в по-широк план.
Следвайки библейското сказание, писателят започва със сътворението на света, живота на праотците и проследява цялата старозаветна история. Там, където се движи паралелно с Библията, повествованието почти не излиза от рамките на Писанието. Небиблейските източници на Йосиф Флавий са доста оскъдни. Неговите отстъпления, засягащи старозаветната религия, са вид тълкуване на Библията, написано с цел да се направи юдейството разбираемо за римляните и гърците. Значително по-информативна е тази част от книгата, която засяга последните векове преди новата ера. Изложението завършва с началото на Юдейската война. Самият Йосиф Флавий казва, че отначало е писал на арамейски език и едва после се залавя с гръцкия вариант (което може да се обясни с това, че не е овладял веднага гръцки език). Арамейският текст на книгата не се е запазил. И в „Юдейската война“, и в „Юдейските древности“ Йосиф Флавий преследва апологетични цели. Той се опитва да обясни на езичниците основите на юдейството, изобразява неговите религиозни течения, подобни на античните философски школи. Всички опозиционни, сред които и месианските, движения той тушира съзнателно, стремейки се да създаде у своите читатели впечатлението, че войната срещу Рим е дело единствено на безумци и главорези.